# Aloe broomii
Aloe broomii ist eine Pflanzenart aus der artenreichen Gattung der Aloen (Aloe) in der Unterfamilie der Affodillgewächse (Asphodeloideae). Das Artepitheton broomii ehrt den schottischen Arzt und Paläoanthropologen Robert Broom, der die Art entdeckte.

## Beschreibung

### Vegetative Merkmale
Aloe broomii wächst einzeln mit einem kurzen, oder bis zu 1 Meter langen, Stamm. Die Laubblätter stehen in dichten Rosetten. Die grünen, eiförmig-lanzettlichen Blätter sind 30 cm lang, an der Basis bis 10 cm breit und laufen spitz aus mit einem stechenden Enddorn. Die Blattränder sind bewehrt mit 1 bis 2 Millimeter langen, rötlich braunen Zähnen, die in 1 bis 1,5 Zentimeter Abstand voneinander stehen.

### Blütenstände und Blüten
Die Blütezeit liegt (auf der Südhalbkugel) etwa im September. Die einfachen und nur selten verzweigten Blütenstände sind 1 bis 1,5 Meter hoch und tragen zylindrische, traubige Teilblütenstände. Der traubige Blütenstand ist etwa 100 Zentimeter lang und 6 bis 8 Zentimeter  im Durchmesser und dicht mit Einzelblüten besetzt. Die lanzettlich-spitzen Brakteen sind 30 mm lang und 15 mm breit, sehr fleischig und weiß bis hell zitronengelb gefärbt mit einer bräunlichen Spitze. Die hell zitronengelbe Blüte ist 25 Millimeter  lang und hat eine gerundete Basis. Sie ist über dem Fruchtknoten erweitert und verengt sich zur Mündung hin. Sie ist komplett durch die Brakteen verborgen. Die äußeren Tepalen sind bis zur Basis hin frei. Die Staubblätter und der Griffel ragen 12 bis 15 Millimeter aus der Blüte heraus.

## Vorkommen
Die Heimat von Aloe broomii var. broomii ist Lesotho sowie die südafrikanischen Provinzen Ostkap, Westkap, Nordkap und Freistaat. Sie wächst dort in Höhenlagen von 1000 bis 2000 Metern auf felsigen Boden zwischen Gras und Büschen.

## Systematik
Die Erstbeschreibung durch den deutschen Botaniker Selmar Schönland wurde 1907 in Records of the Albany Museum veröffentlicht.
Es existiert eine Varietät:
- Aloe broomii var. tarkaensis; 1936 von Gilbert Westacott Reynolds beschrieben[3], das Vorkommen erstreckt sich nur auf die südöstliche Kapprovinz, die Blütezeit ist am Standort von Februar bis März, die Varietät ist etwas wüchsiger, die Blätter sind an der Basis etwa 2- bis 3-mal so breit wie bei der Art, die Brakteen sind trocken und viel kürzer und verdecken die 30 mm langen Blüten nicht.

## Belege